# Heliophanus heurtaultae
Heliophanus heurtaultae là một loài nhện trong họ Salticidae.
Loài này thuộc chi Heliophanus. Heliophanus heurtaultae được Rollard & Wanda Wesołowska miêu tả năm 2002.